# ヒメ
ヒメ（媛、日女、姫）は、貴族や領主の女性名に付けられる尊称。古くは地域の女性首長を表す尊称、また原始的カバネの一つ。

## 語源
「ヒメ」の古形は「ヒミ」と考えられる。『上宮記』は推古天皇の別名「豊御食炊屋姫」（とよみけかしきやひめ）を「等已彌居加斯支移比彌」（とよみけかしきやひみ）と記している。阿波国には波尓移麻比彌神社（はにやまひめ-）があり、ヒメは比彌（ひみ）と記されている。3世紀の卑弥呼（ひみこ）は姫子（ひみこ→ひめこ）の意であるとの説がある。いずれにせよ、古代においてヒメとヒミは通用していたと思われる。それらの語源は、「日女（ひみ→ひめ）」である。日女は、地神（土着）系の女性（メやベ）と区別される、天孫・天神系（天皇やその伴造）の女性を意味した。

## 古代の女性首長
「ヒメ」は4世紀まで地域の女性首長の尊称として使われた。『景行天皇紀』に速津媛（豊国速見地方）や八女津媛（筑紫国八女地方）などの女性首長が見える。他に阿蘇比咩命（武五百建命の后）、能登比咩神（伊須流岐比古神の后）、蘇賀比咩（千葉市蘇我町）など地名を負ったヒメがしばしば見られるが、それぞれの地域の女性首長と考えられる。

## ヒメ神社
「ヒメ」は神社名あるいは祭神の名によく見られる。『延喜式神名帳』にはヒメ（比売、比咩、日女、孫女、火売）が名前についている神社が約120あり、祭神にヒメを祭る神社は300を超える。代表的なものに白山比咩神社や豊比咩命神社などがある。ヒメ神社の中には地域の名を負ったヒコと対になっている神社名あるいは祭神が見られる。福井県小浜市の若狭比古神社と若狭比売神社、奈良県生駒郡斑鳩町龍田の龍田比古神社と龍田比女神社、埼玉県行田市埼玉の前玉神社に祭られている前玉彦と前玉姫（ただし前玉比売は古事記に登場）、神奈川県寒川町の寒川神社に祭られている寒川比古と寒川比女、愛媛県伊予郡の伊豫豆比古命神社に祭られている伊予豆比古と伊予豆比賣などがある。こうしたヒメヒコ神社はヒメヒコ制を反映したものと考えられる。